# Mary Leigh

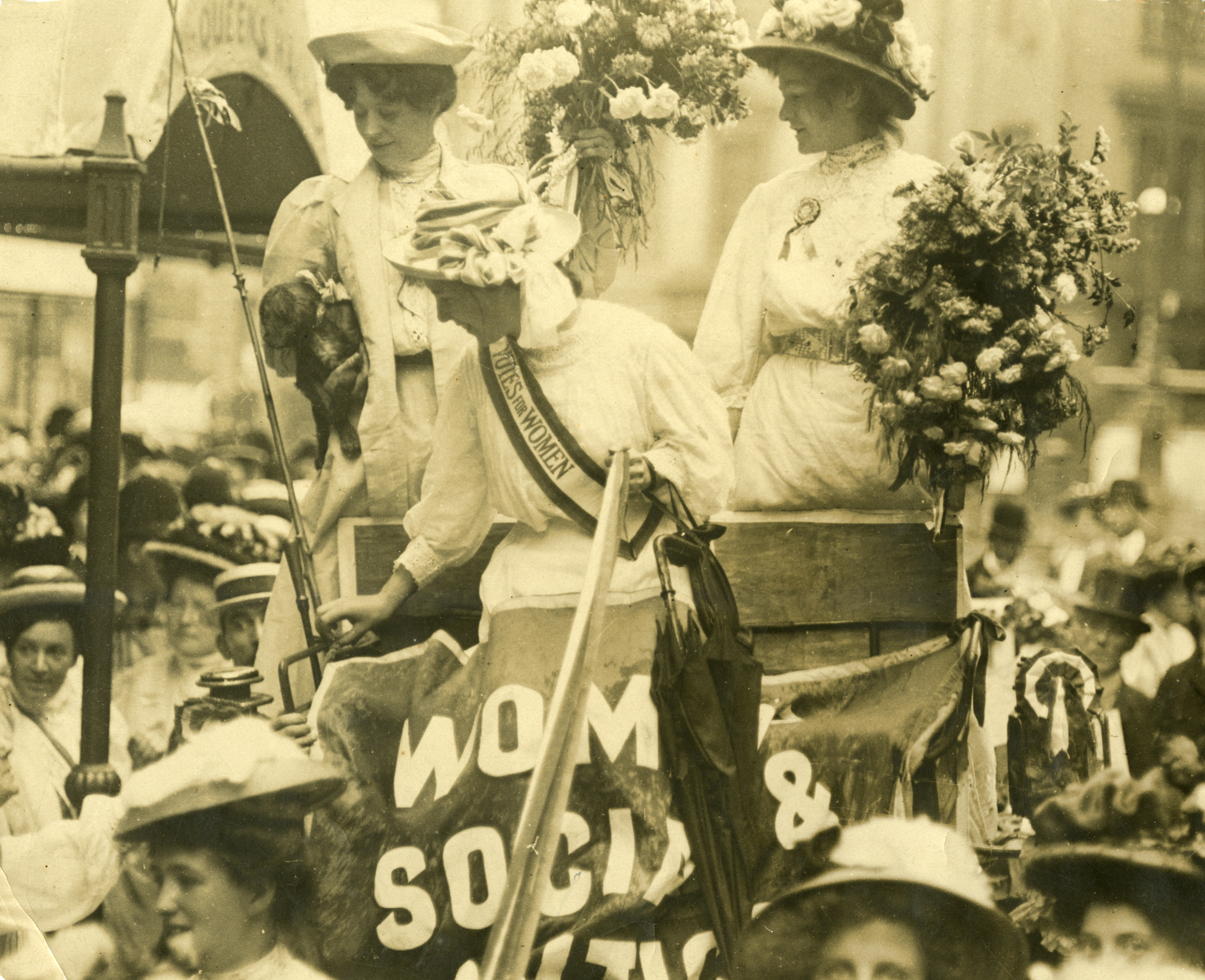
Edith New e Mary Leigh portano ciascuna un mazzo di fiori

Mary Leigh, alla nascita Mary Brown, (Manchester, 1885 – 1978), è stata un'attivista politica e suffragetta britannica.

## Biografia
Mary Leigh nacque a Manchester come Mary o Marie Brown nel 1885. È stata un'insegnante fino al suo matrimonio con un costruttore, di cognome Leigh. Entrò a far parte della Women's Social and Political Union (WSPU) nel 1906, all'età di 20 o 21 anni. Nel 1908 la Leigh, Sarah Jane Baines, Lucy Burns, Alice Paul, Emily Davison e Mabel Capper furono arrestate per aver tentato di fermare una riunione a Limehouse sul bilancio di Lloyd George. Il 17 settembre 1909 lei, Charlotte Marsh e Patricia Woodlock salirono sul tetto della Bingley Hall a Birmingham per protestare contro l'esclusione da un incontro politico in cui il primo ministro britannico Herbert Henry Asquith stava tenendo un discorso. Lanciarono piastrelle che avevano sollevato con un'ascia contro l'auto di Asquith e contro la polizia. La Leigh ricevette condanne per un totale di quattro mesi nella prigione di Winson Green. Lì nuovamente protestò per non essere stata trattata come una prigioniera politica rompendo una finestra e facendo lo sciopero della fame. La Leigh e Patricia Woodlock furono alimentate forzatamente nella prigione di Winson Green nel 1909.

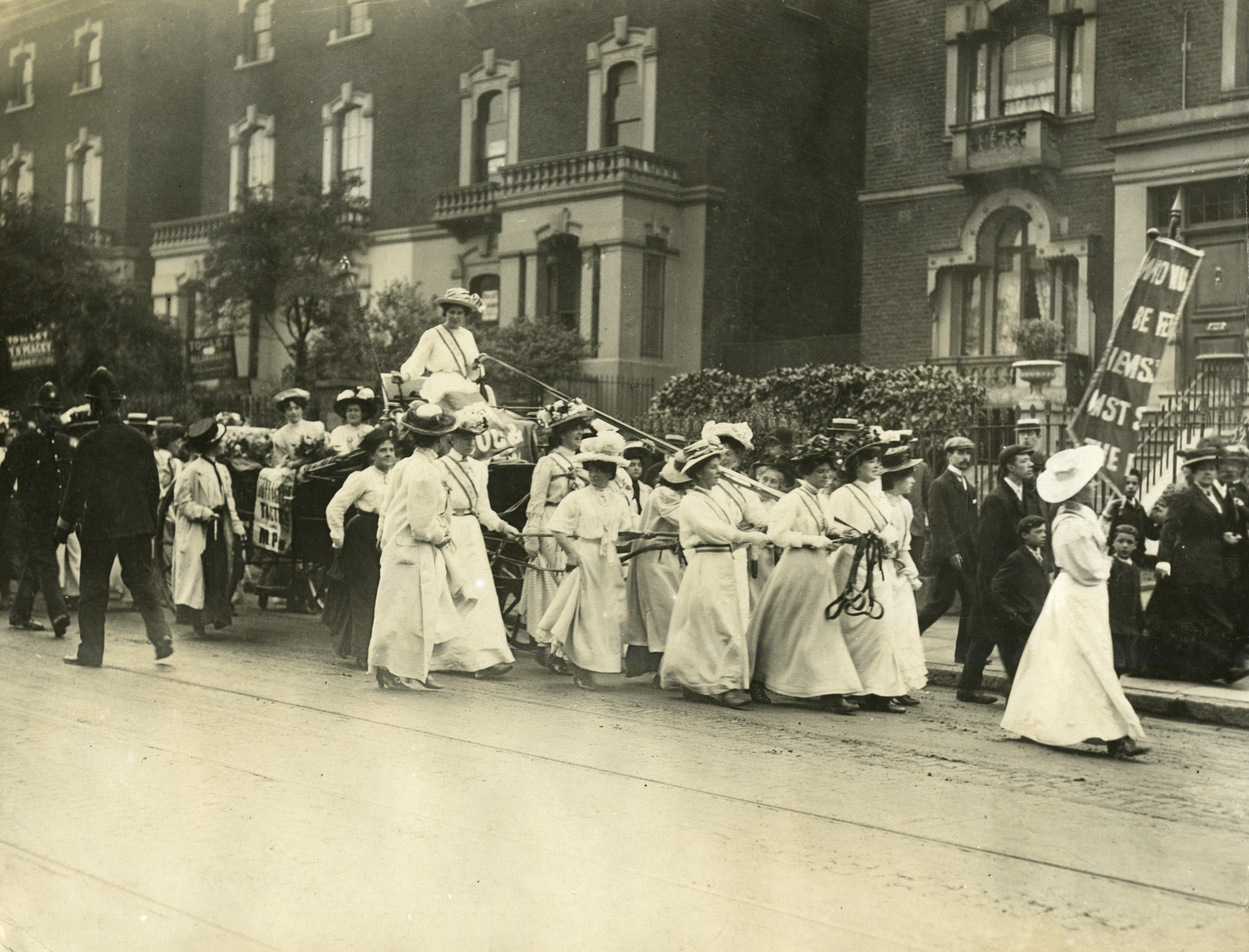
Edith New and Mary Leigh's carriage being pulled from Holloway to Queen's Hall in 1908

Alla Leigh fu assegnata una Medaglia al valore dal WSPU per lo Sciopero della Fame.
Il 18 luglio 1912 a Dublino lanciò un'accetta contro Asquith, colpendo invece il leader nazionalista irlandese John Redmond che rimase ferito. La Leigh non era soddisfatta del WSPU, ma rifiutò di andarsene quando Emmeline Pankhurst chiese lealtà o che i membri se ne andassero. Rimase leale poiché sentiva di possedere l'organizzazione che aveva contribuito a creare.
Dopo che Emily Davison fu investita dal cavallo del re al Derby di Epsom nel 1913, la Leigh e Rose Emma Lamartine Yates erano al capezzale della morente Davison e guidarono una guardia d'onore per il corteo funebre.
Il 13 ottobre 1913 ai Bow Baths nell'East End di Londra, la Leigh rimase ferita quando la polizia colpì donne e uomini manifestanti con mazze, secondo la signora Pankhurst.
La Prima guerra mondiale provocò una scissione tra Leigh, Yates e altre importanti suffragette con Emmeline Pankhurst. La Pankhurst aveva concordato che la WSPU avrebbe sospeso la sua campagna militante per il suffragio femminile e avrebbe sostenuto la lotta del governo contro la Germania. La Leigh e altri radicali non erano d'accordo con questa politica e si staccarono per formare le "Suffragette del WSPU" (SWSPU). L'organizzazione intendeva essere militante e nazionale ma non ha mai ottenuto un grande impatto. Come il WSPU indipendente fu creata nel 1916. Il SWSPU approvò una risoluzione per concentrarsi sul suffragio femminile e per non incoraggiare il dibattito sugli ex leader del WSPU.

## Terrorismo e movimenti
- Simon Webb, autore di un libro sul terrorismo delle suffragette,[9] scrisse in una lettera al The Guardian che la Leigh e altre suffragette radicali avevano appiccato il fuoco a un teatro pieno di gente e lo avevano bombardato. Sono state processate a vita.[10]
- Suffragio femminile nel Regno Unito
- Bombardamento delle Suffragette e campagna incendiaria
- Atto di rappresentanza del popolo 1918
- Atto del 1928 sulla rappresentanza del popolo (equal franchising).